# Admiral Graf Spee
Az Admiral Graf Spee (gyakran rövidítve: Graf Spee) egy Deutschland-osztályú „páncélos hajó” (Panzerschiff), későbbi átminősítésével nehézcirkáló volt a Kriegsmarine állományában, melyet a második világháború elején Montevideo előtt süllyesztett el a saját legénysége a La Plata-i csata után pár nappal. Nevét Maximilian von Spee tengernagy, a német Kelet-ázsiai Hajóraj parancsnoka után kapta, aki az első világháborúban a coroneli és falklandi csatákban harcolt a britek ellen és veszítette életét az utóbbi összecsapásban. A hajót 1932 és 1936 között építették meg névleg (10 000 t) vízkiszorítással a versailles-i békeszerződés kritériumainak megfeleltetve, de valójában ennél valamivel nagyobb volt. A távoli vizeken kereskedelmi háború folytatására szánt osztály egységei két lövegtoronyban elhelyezett hat darab 28 cm űrméretű lövegük révén nagyobb tűzerővel rendelkeztek, mint a náluk gyorsabb nehézcirkálók, a 28 csomós végsebességük miatt pedig minden náluk nagyobb tűzerővel rendelkező angol és brit hadihajót maguk mögött tudtak hagyni, leszámítva néhány csatacirkálót.
A spanyol polgárháború idején öt küldetést teljesített a benemavatkozási őrjáratban 1936 és 1938 között, 1937-ben részt vett VI. György brit király koronázási ünnepségén. A második világháború kitörése előtt tíz nappal az Atlanti-óceánra küldték, hogy amennyiben háború törne ki ismét Németország és korábbi ellenségei között, akkor már a kereskedelmi útvonalaik közelében lehessen a portyázások megindításához. 1939 szeptember vége és decembere között kilenc kereskedelmi hajót süllyesztett el összesen (50 089 BRT) hajótérrel egyetlen emberáldozat nélkül, mielőtt december 13-án harcba bocsátkozott egy brit hajórajjal a La Plata-i csata során. Az Admiral Graf Spee megrongálta a három ellenséges cirkálót, de maga is károkat szenvedett, amik kijavításához az uruguayi fővárosba, Montevideóba hajózott. Hans Langsdorff sorhajókapitány, a hajó parancsnoka a britek megtévesztő műveleteinek hitelt adva úgy ítélte meg a helyzetet, hogy kihajózva nyomasztó túlerővel találná szemben magát, ezért a hajó elsüllyesztésére adott parancsot. Újabb feltételezések szerint még Montevideóba való megérkezése előtt meghozta azt a döntést, hogy nem kíván újabb összecsapást felvállalni hajójával.
A Montevideo előtti sekély vízben megfeneklett hajó roncsát részben helyben lebontották, de egyes részei még sokáig láthatók voltak a vízfelszín felett. 2004-ben az uruguayi kormányzat úgy döntött, hogy kiemeli a teljes hajótestet, mivel az veszélyezteti a hajóforgalmat. A jogi és technikai akadályok miatt mindmáig (2022) jelentősebb munkálatokra nem került sor.

## Technikai adatok
Méretek

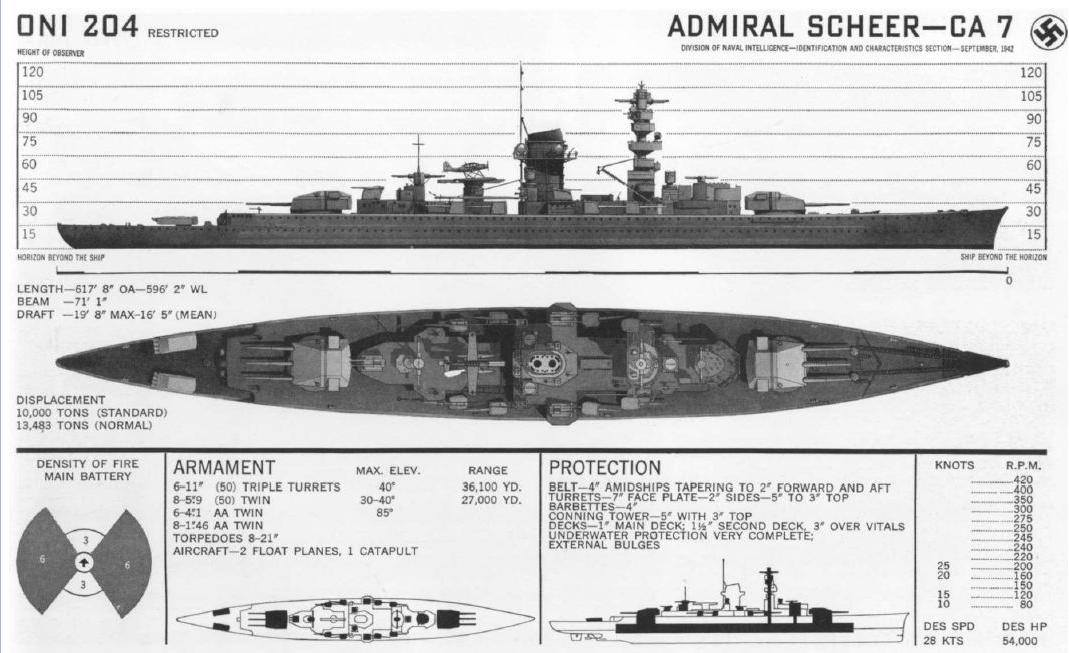
Egy Deutschland-osztályú egységről készült felismerhetőségi rajz

Az Admiral Graf Spee teljes hossza 186 m, szélessége 21,65 m, legnagyobb merülése 7,34 m, a tervezett vízkiszorítása 14 890 t, teljes terheléssel 16 020 t volt, bár hivatalosan 10 000 t-ban adták meg, mivel  a versailles-i békeszerződések kikötései ennél nagyobb hajó megépítését nem engedélyezték Németország számára.
Meghajtás
A meghajtásáról négy MAN által gyártott M9Z 42/58 típusjelzésű, kilenc hengeres, kettős működésű, kétütemű dízelmotor gondoskodott, melyek a 4 m átmérőjű hajócsavarokat 250 fordulat/perc sebességgel forgatták meg. A legnagyobb sebessége 28,5 csomó volt 54 000 le teljesítmény leadása mellett. Az üzemanyagtartályainak kapacitása (2500 t) volt. 18,69 csomós cirkálósebességgel 16 300 tengeri mérföldet tudott megtenni. Elkészültekor a fedélzetén 33 tiszt és 586 sorállományú teljesített szolgálatot, de 1935-öt követően ez 30 tisztre és 921–1040 sorállományúra módosult.
Fegyverzet
Az Admiral Graf Spee fő fegyverzetét hat darab 28 cm űrméretű, 52-es kaliberhosszúságú (L/52) tengerészeti ágyú (28 cm SK C/28) alkotta, melyeket hármasával helyeztek el két lövegtoronyban, a hajó felépítményei előtt illetve mögött. A másodlagos fegyverzetét nyolc darab 15 cm űrméretű löveg (15 cm SK C/28) alkotta, melyeket külön lövegtalpakon helyeztek el a hajó középső részén kétoldalt.
A légvédelmi tüzérsége eredetileg három 8,8 cm űrméretű, 45 kaliberhosszúságú lövegből állt, de ezeket 1935-ben újabb fejlesztésű, 78 kaliberhosszúságúakra cserélték (8,8 cm SK C/31). 1938-ban ezeket a 8,8-asokat is leszerelték és helyettük hat 10,5 cm űrméretűt (10,5 cm Flak 38) (L/65) kapott, ezen felül négy duplacsövű 3,7 cm-es (3,7 cm SK C/30) és 10 darab négycsövű 2 cm-es gépágyúval (Flakvierling) is felszerelték.
Fel volt szerelve még nyolc torpedóvető csővel, melyek a taton kialakított torpedófedélzeten kaptak helyet két négycsővű kivetőszerkezetben.
Páncélzat
Az övpáncélzata 100 mm, a felső fedélzetének páncélzata 17 mm vastag volt, míg a fő páncélfedélzete 45–70 mm-es volt. A fő lövegtornyok elől 140 mm, oldalt 80 mm vastagságúak voltak. A hajó fel volt szerelve egy katapulttal és egy hidroplánt is magával tudott szállítani, de nem rendelkezett hangárral, ezért a repülőgép folyamatosan a katapulton állt. A hidroplánja eredetileg egy Heinkel He 60-as volt, ezt röviddel a világháború kitörése előtt egy Arado Ar 196-osra cserélték le.
A Graf Spee volt az első német hadihajó, melyet radarral szereltek fel. A radarja egy FMG 39 G(gO) "Seetakt" volt, amit az árbóctorony tetején lévő távolságmérő felett helyeztek el 1938 elején. A Seetakt 82 cm-es hullámhosszon működött, ami 365 MHz-nek felel meg és ezzel 25 km távolságra lévő célpontokat tudott bemérni.

## Építése

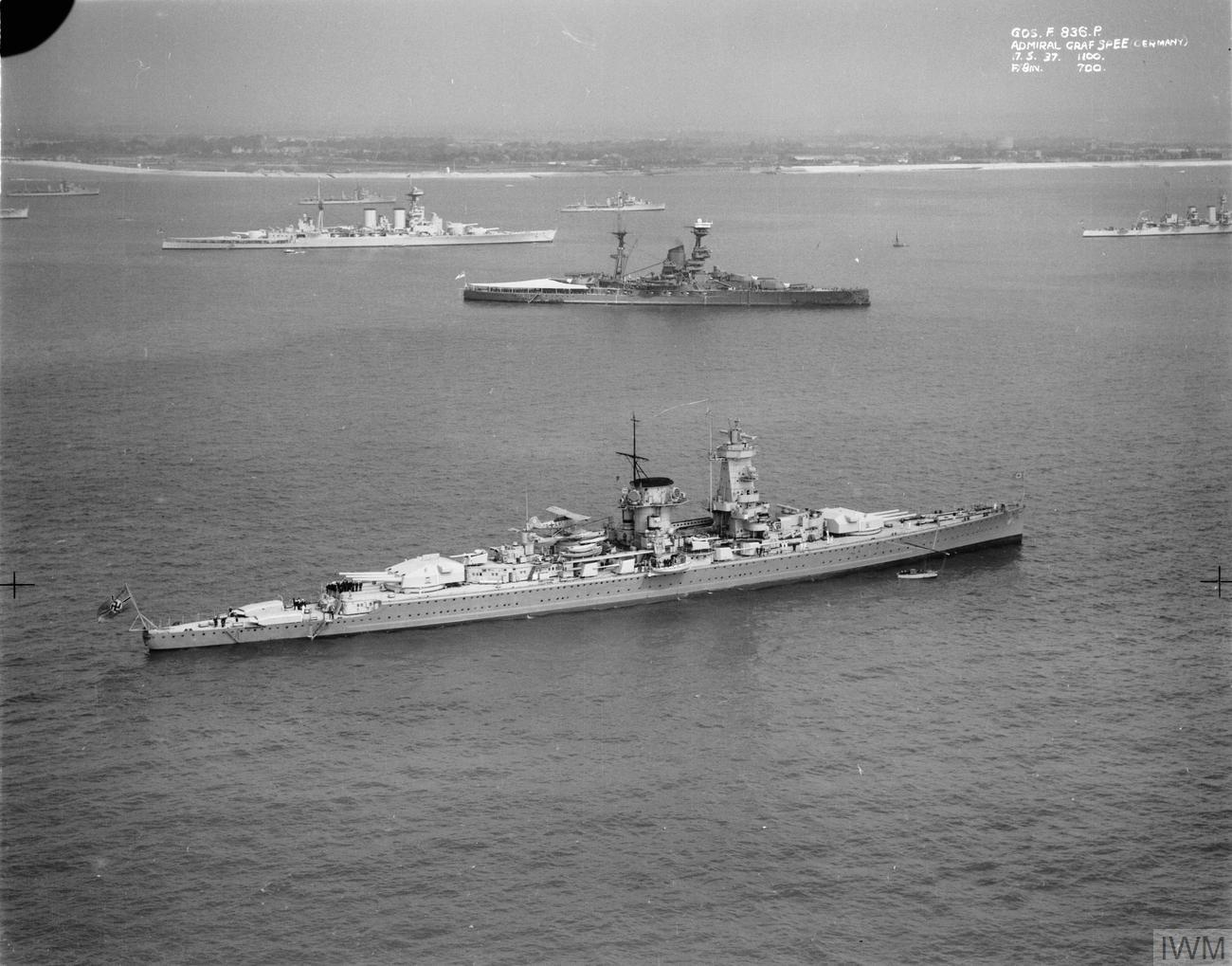
Admiral Graf Spee Spitheadben 1937-ben; a Hood és Resolution (középen) társaságában

Az Admiral Graf Speet a Reichsmarine rendelte meg a wilhelmshaveni Reichsmarinewerft hajógyártól Ersatz Braunschweig átmeneti névvel, mivel a flotta állományában a Braunschweig pre-dreadnought csatahajó pótlásának szánták. A gerincét 1932. október 1-én fektették le 125-ös konstrukciós számmal. A vízrebocsátására 1934. június 30-án került sor, keresztelését Maximilian von Spee lánya, Huberta von Spee végezte. Bő másfél évvel később, 1936. január 6-ára készült el teljesen, mikor is a flotta állományába került.
Az Admiral Graf Spee az ez utáni három hónapot átfogó próbajáratokkal töltötte, hogy felkészüljön az aktív szolgálatra. Az első parancsnoka Conrad Patzig sorhajókapitány volt, akit 1937-ben Walter Warzecha sorhajókapitány váltott. A flottához való csatlakozása után annak zászlóshajója lett.

## Szolgálata

### Spanyol polgárháború
1936 nyarán, a spanyol polgárháború kirobbanását követően az Atlanti-óceánra hajózott, hogy részt vegyen a benemavatkozási őrjáratokban (nemzetközi blokádban) a köztársaságpártiak uralta partok előtt. 1937 februárjában lövegeivel részt vett a malágai csatában. 1936 augusztusa és 1937 májusa között három küldetéssel vett részt a blokádban. Spanyolországból visszatérőben megállt Spitheadben, hogy május 20-án részt vegyen a VI. György brit király koronázási ünnepsége alkalmából tartott flottaszemlén. A flottaszemlét követően a Graf Spee visszatért a spanyol partokhoz egy negyedik küldetés erejéig. A flottagyakorlatok és egy rövid Svédországba tett látogatás után 1938 februárjában hajtotta végre az ötödik és egyben utolsó küldetését a nemzetközi blokádban. 1938. március 17-én egy kisebb baleset részese volt, mikor legázolta az U 35-öt. A tengeralattjáróban csak kisebb károk keletkeztek. 1938. november 1-én Hans Langsdorff sorhajókapitány vette át a parancsnokságát, és ez év során több kapcsolaterősítő látogatást tett különböző külföldi kikötőkben. Az egyiket az Atlanti-óceánra tette a 2. romboló-divízió három rombolójának kíséretében, melynek során felkereste Tanger és Vigo kikötőjét. Részt vett átfogó német flottahadgyakorlatokon is a német vizeken, majd a Memel-vidék visszacsatolása alkalmából tartott ünnepségeken és a Németországba látogató Horthy Miklós kormányzó tiszteletére megtartott flottaszemlén. 1939. április 18. és május 17. között újabb utat tett az Atlanti-óceánra, felkeresve Ceutát és Lisszabont. 1939. augusztus 21-én egy titkos küldetés keretében elhagyta Wilhelmshavent és az Atlanti-óceán felé vette az irányt.

### Második világháború

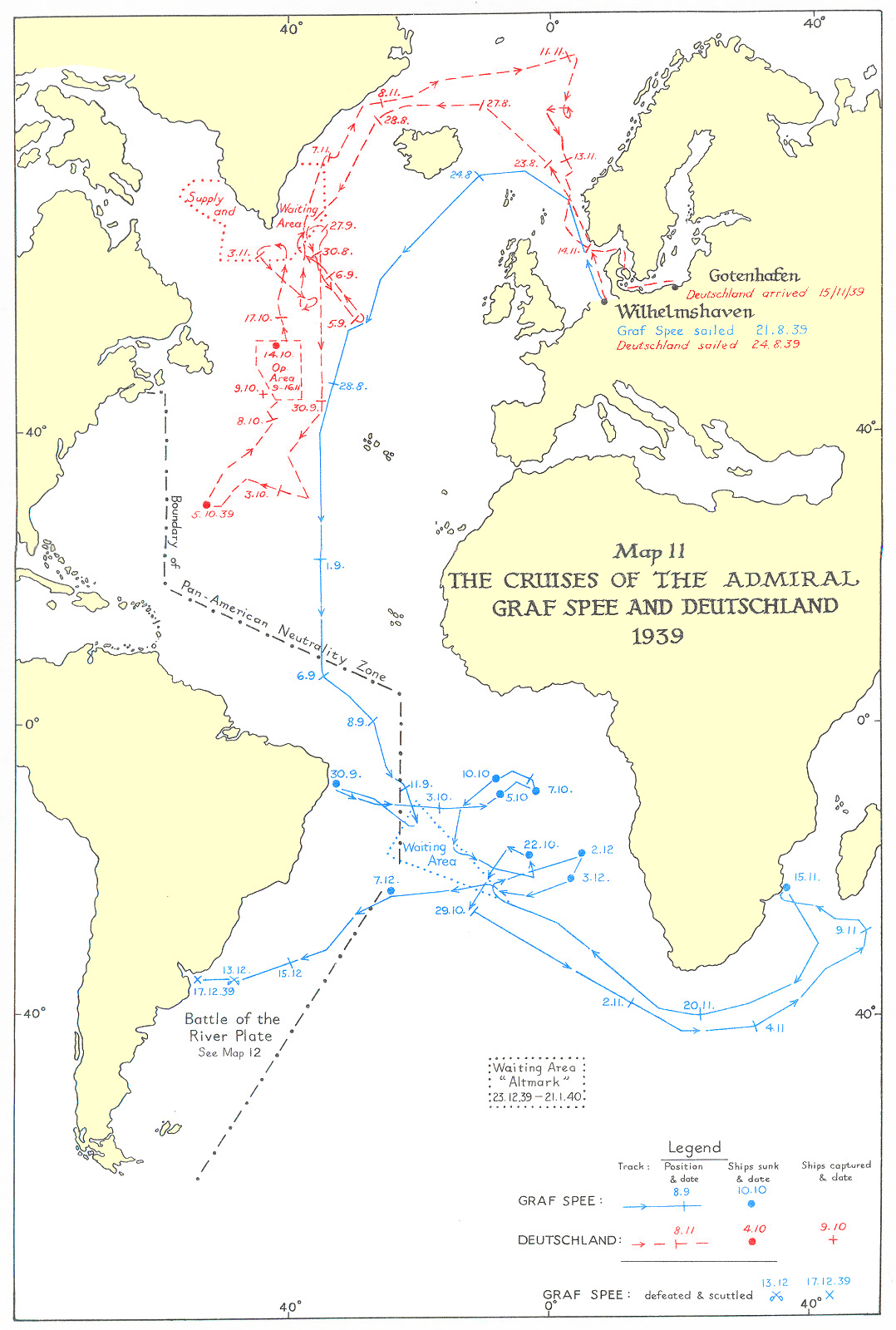
Az Admiral Graf Spee és a Deutschland portyázásai a háború első hónapjaiban

#### Portyázás a dél-atlanti vizeken

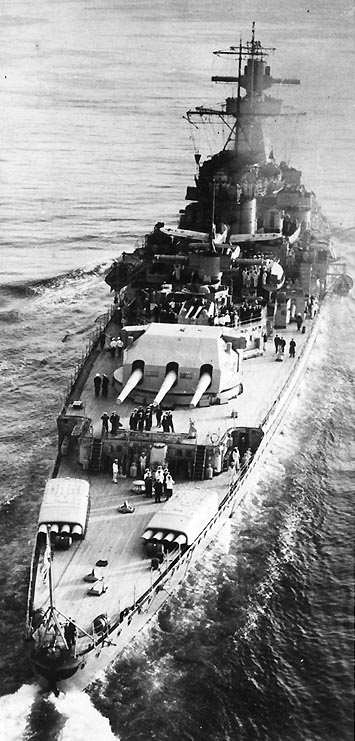
Egy Arado 196 A-1 a katapulton állva 1939 áprilisában

A háború 1939 szeptember eleji kitörését követően Hitler egy ideig még halogatta a kereskedelmi háború megindítását mindaddig, míg nyilvánvalóvá nem vált, hogy Nagy-Britannia nem hajlandó békét kötni. A német portyázó hadihajók azt az utasítást kapták, hogy szigorúan tartsák magukat a zsákmányjog előírásaihoz, amiknek értelmében előbb meg kellett állítaniuk és át kellett vizsgálniuk a hajókat kontrabandok (tiltott áruk) után mielőtt elsüllyesztették volna őket, és ezt is csak az után tehették meg, hogy a legénységüket előbb biztonságba helyezték. Langsdorff azt az utasítást kapta, hogy kerülje a harcot még a hajójánál gyengébb egységekkel szemben is, és folyamatosan változtassa a pozícióját. Szeptember 1-én a Kanári-szigetektől délnyugatra találkozott a mellé rendelt ellátóhajóval, az Altmarkkal. Ez a tanker előzőleg a texasi Port Arthurban töltötte fel dízelolajjal a tartályait és Rotterdamba tartó útját szakította meg, miután a főparancsnokság a Graf Spee támogatására rendelte. A titkos hadművelet részeseként az Altmark az indokolt legénységének többszörösével és jelentős élelmiszerkészletekkel rendelkezett, ugyanakkor fegyvereket és lőszert nem szállított és a hajó maga sem volt felfegyverezve. Miközben feltöltötte az üzemanyagtartályait, Langsdorff minden fölös felszerelést átszállíttatott az Altmarkra. Így került át az ellátóhajóra számos csónak, gyúlékony festékek, és két 2 cm-es légvédelmi gépágyú, melyeket telepítettek a fedélzetén.
Szeptember 11-én, miközben még a felszerelést szállították át az Altmarkra, a Graf Spee hidroplánja észlelte a feléjük közelítő brit Cumberland nehézcirkálót. Langsdorff mindkét hajót a közeledő ellenség útjából nagy sebességgel való kitérésre utasította, amivel sikerült elkerülniük, hogy felfedezzék őket.
Szeptember 26-án érkezett a parancs a kereskedelmi háború megkezdésére. Négy nappal később a hidroplán észlelt egy brit kereskedelmi hajót a brazil partok közelében. Még mielőtt megállásra szólították volna fel, a liverpooli Booth-Steamship Co. hajózási vállalathoz tartozó Clement (5051 BRT) leadta a "RRR" jelzést, ami a „Portyázó hajó támadása alatt állok” ("I am under attack by a raider") jelentéssel bírt. A németek a New Yorkból Bahíába 500 t) vegyes árut és 500 t paraffint szállító hajó kapitányát és főgépészét foglyul ejtették, de a legénység többi tagját csónakba ültetve hagyták kijutni a partokra. Ezután 30 darab 28 és 15 cm-es lövedéket illetve két torpedót lőttek ki a Clementre, amely végül kettétörött és elsüllyedt. Langsdorff segélykérő jelzést küldött a pernambucói rádióállomásnak, hogy a csónakokba leszállított brit tengerészek partra jutását biztosítsa. A brit admiralitás azonnal figyelmeztetést adott ki a kereskedelmi hajók részére a térségben felbukkant portyázóra felhívva a figyelmet. A mentőcsónakokba ültetett brit tengerészek később elérték a brazil partokat.
Október 5-én a brit és a francia haditengerészetek nyolc csoportot állítottak fel a dél-atlanti vizeken a Graf Spee elfogására. Ezek között volt négy repülőgép-hordozó (Hermes, Eagle, Ark Royal, Béarn), egy csatacirkáló (Renown), két csatahajó (Dunkerque, Strasbourg) és 16 cirkáló. A Force G (kb. „G harccsoport”) Henry Harwood sorhajókapitány irányításával a Cumberland és az Exeter nehézcirkálókból valamint az Ajax könnyűcirkálókból állt, melyhez a német portyázó feltűnése után a Dél-Amerika nyugati partjainál őrjáratozó – szintén Leander-osztályú – Achilles könnyűcirkálót is hozzárendelték.
Október 5-én, a napon, mikor az elfogására felállították a különböző brit-francia csoportokat, a Graf Spee elfogta a Fokvárosból Nagy-Britanniába tartó Newton Beach (4651 BRT) kereskedelmi hajót. A newcastle-i Tyneside Lines-hoz tartozó teherhajó 7000 t kukoricát szállított Fokvárosból Nagy-Britanniába. A Newton Beach még le tudta adni az RRR-jelzést, amit az egészen közel lévő Cumberland nehézcirkáló fogni tudott, de mégsem talált rá a Graf Speere.
Két nappal később fogta el és süllyesztette el robbanótöltetekkel az Ashleát (Cliffside Shipping Co., 4222 BRT), mely 7200 t nyerscukrot szállított Durbanból Nagy-Britanniába, azutáni nap a túl lassúnak bizonyuló Newton Beachet, melyet addig a foglyok (pontosabban: internáltak) elhelyezésére használt. A Newton Beachről a foglyokat a Graf Speere szállították át.
Október 10-én fogta el a Huntsmant (Harrison Line, Liverpool, 8196 BRT), mely 10 000 t teát, bőrt, bundát és szőnyegeket szállított Kalkuttából Londonba. A kapitánya egészen az utolsó pillanatig nem adott le vészjelzést, mivel tévesen francia hadihajónak hitte a Graf Speet. Mivel a Huntsman legénysége már nem fért volna el a hajóján, Langsdorff a Huntsmanre küldött át zsákmánylegénységet, hogy egy későbbi időpontban egy adott koordinátán ismét találkozzon vele. Október 15-én a Graf Spee találkozott az Altmarkkal üzemanyagvételezés céljából és ekkor foglyokat szállítottak át az ellátóhajóra. Másnap a Huntsman csatlakozott hozzájuk, melyről a foglyokat szintén az Altmarkra szállították át, majd október 17-ike éjjelén Langsdorff elsüllyesztette a Huntsmant.

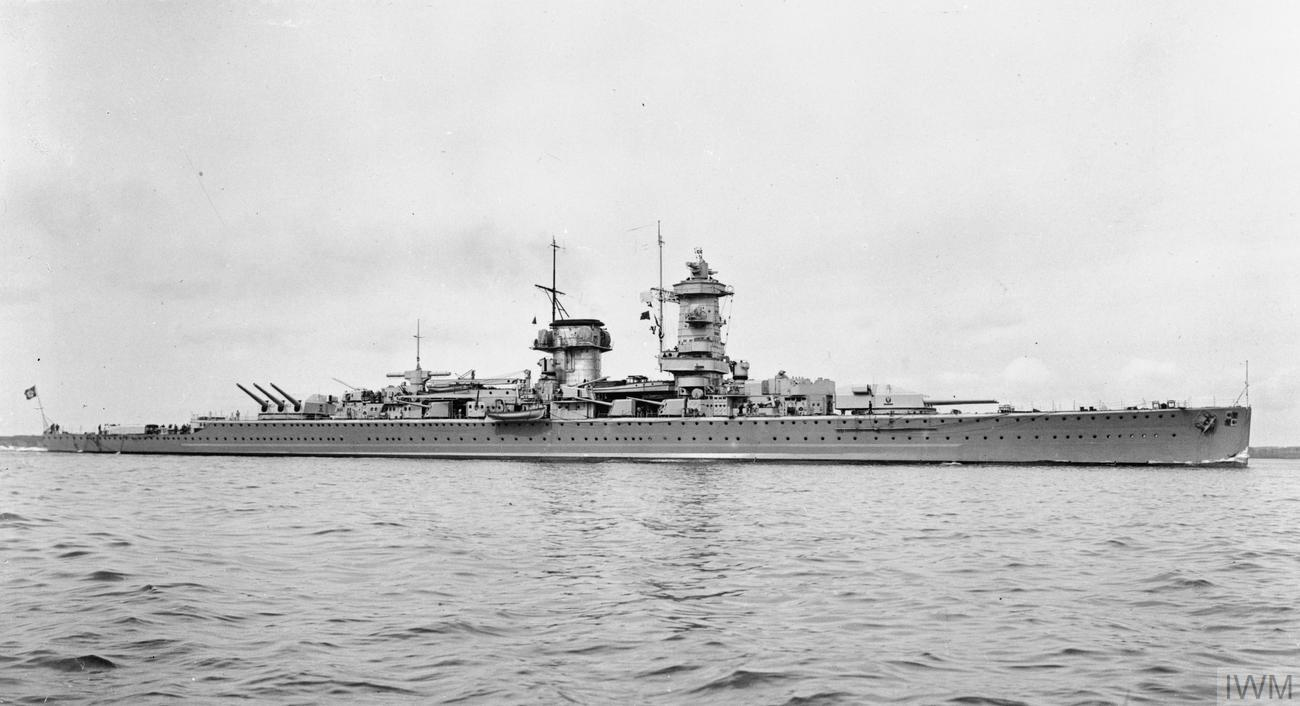
Az Admiral Graf Spee a háború előtt

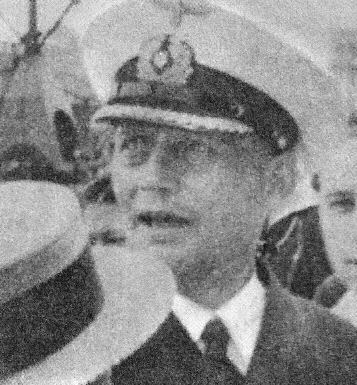
Hans Langsdorff sorhajókapitány

Október 22-én a Trevanion kereskedelmi hajót (Hain Steamship Co., London, 5291 BRT) süllyesztette el a Graf Spee, mely 8835 t cinkércet szállított a dél-ausztráliai Port Pirie-ből Nagy-Britanniába. A rádiósának még sikerült leadnia egy RRR-jelzést, amire reagálva a szövetségesek Dél-Atlanti Főparancsnokságának vezetője (Commander in Chief South Atlantic) egy nagyszabású keresőakciót hajtatott végre a térségben, ami ugyan nem találta meg a Graf Speet, de öt német kereskedelmi hajó elfogásával járt.
Október végén Langsdorff áthajózott az Indiai-óceánra, a Madagaszkártól délre eső vizekre. Ennek a lépésnek az volt a célja, hogy hadihajókat vonjon el a dél-atlanti vizekről és összezavarja az ellenséget a szándékait illetően. Eddigre a Graf Spee közel 30 000 tmf-et tett meg és a hajtóművei átfogó karbantartást igényeltek volna már. November 15-én fogta el az Africa Shell tankert (London, 706 BRT) a Mozambiki-szorosban, mely szállítmány nélkül tartott a mozambiki Quelimanéből Lourenço Marquesbe. A Zavora-fok közelében robbanótöltetekkel süllyesztették el. A 29 tagú legénysége mentőcsónakokban érte el a 10 tmf-re lévő Zavora-fokot. Másnap megállított egy azonosítatlan holland hajót, de nem süllyesztett el azt. A Graf Spee november 17-26. között visszatért az Atlanti-óceánra és üzemanyagot vételezett az Altmarktól. Miközben feltöltötték a készleteiket, a Graf Spee legénysége egy ál-lövegtornyot eszkábált a hajóhídon (az ’A’ lövegtorony mögé-fölé) és egy álkéményt húzott fel a katapult mögé, hogy a hajó sziluettjét ily módon megváltoztatva próbálják megtéveszteni a kereskedelmi hajókat a valós kilétüket illetően.
December 2-án az Admiral Graf Spee hidroplánja észlelte a Doric Star kereskedelmi hajót (Blue Star Line, London, 10 086 BRT), melyet Langsdorff egy az orra elé leadott lövéssel szólított fel a megállásra. Az Aucklandből Nagy-Britanniába gabonát, gyapotot és húst szállító hajó többször is le tudta adni a vészjelzést mielőtt elfogták és robbantással, ágyútűzzel és torpedóval elsüllyesztették. Harwood az RRR-jelzésére reagálva a három cirkálóból álló hajórajával a La Plata torkolata felé vette az irányt, mivel úgy ítélte meg, hogy Langsdorff ezen a területen fog majd portyázni.
A németek következő áldozata, a Tairoa hűtőhajó (Furness Lines, Southampton, 7983 BRT) 12 000 t fagyasztott hússal tartott Melbourne-ből Nagy-Britanniába, mikor december 3-án ágyútűzzel és torpedóval elsüllyesztették. Elfogásakor még ez a hajó is le tudott adni egy vészjelzést, ami által kitudódott a Graf Spee pozíciója.
December 6-án utoljára találkozott az Altmarkkal és a Doric Starról és a Tairoáról származó 140 foglyot szállíttatott át rá. Az esti szürkületben Langsdorff fényszórós gyakorlatot tartatott, melyben az ellátóhajó képezte a célpontot. Ennek azért látta szükségét, mert még november 14-én éjjel a holland tulajdonú Holland gőzös ellenőrzésekor a keresőfényeket nem a legoptimálisabb módon használták. A gyakorlat során észleltek egy kivilágítatlan hajót, melynek nemzetiségét nem tudták kivenni és nem is állították meg. Ez egy norvég teherhajó volt, mely a megfigyelését hamar jelentette rövidhullámon Londonnak. Langsdorff a haza vezető út megkezdése előtt még át akart hajózni Dél-Amerika partjaihoz, mivel a Tairoáról megszerzett iratok szerint a La Platáról ekkortájt indult egy konvoj Nagy-Britanniába gyenge (egy segédcirkálóból álló) kísérettel. Az Altmarktól való különválás után ezért erre az irányra állt, hogy támadást indítson a konvoj ellen.
A Graf Spee az utolsó áldozatát december 7-én este ejtette el, ez a Streonshalh teherhajó (Headlam & Son, Whitby, 3895 BRT) volt, mely hajó 5900 t búza rakománnyal tartott Buenos Airesből Londonba. Erről a hajóról titkos iratokat sikerült zsákmányolniuk a németeknek, melyek a (háború miatt módosított) hajózási útvonalakat ábrázolták. Ezen információk birtokában Langsdorff a La Plata előtti vizek felé vette az irányt, ahonnan jelentős mennyiségű élelmiszerszállítmány indult útnak Nagy-Britannia felé. Ezzel a döntésével figyelmen kívül hagyta a Seekriegsleitungtól december 4-én kapott azon jelentést, mely a Río de la Plata előtti brit aktivitásra hívta fel a figyelmét. Ebben az állt, hogy az Ajax és Achilles könnyűcirkálók valamint a Cumberland és az Exeter nehézcirkálók Dél-Amerika partjainál járőröznek.
December 12-én a Graf Spee hidroplánja használhatatlanná vált és nem lehetett a rendelkezésre álló eszközökkel megjavítani. Ezzel a Graf Spee elesett a számára létfontosságú légi felderítés lehetőségétől. A hajó álcaelemeit ezután eltávolították, hogy azok ne akadályozzák egy esetleges ütközet során. Langsdorffot később kritikák érték, amiért ilyen körülmények között is felvállalni készült a harcot. A hajónapló decemberi bejegyzései arra utalnak, hogy a januári hazatérése előtt a nagyobb diverziós hatás elérése érdekében nagyobb kockázatot is kész volt felvállalni. Egyes feltevések szerint Langsdorffot emellett az is motiválhatta, hogy megmutassa a rátermettségét a hadihajók elleni küzdelemben, aminek sikerével a konvojban is kárt tehetett.

#### La Plata-i csata

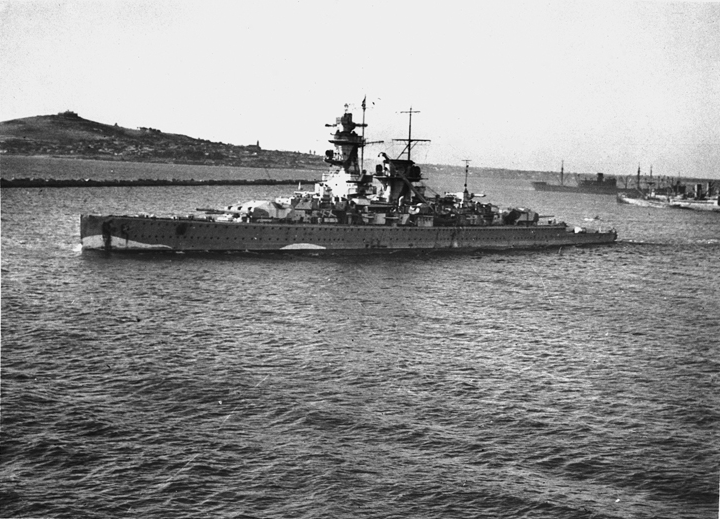
A Graf Spee Montevideóban a csata után

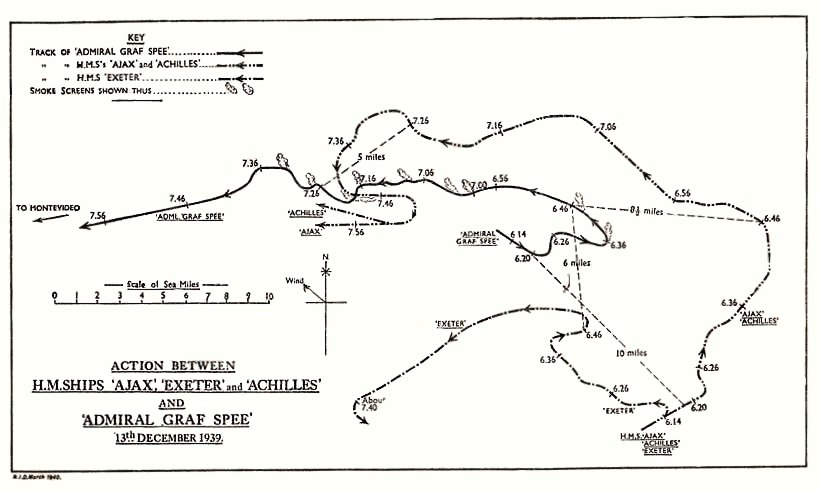
A csata manővereiről készült brit vázlat

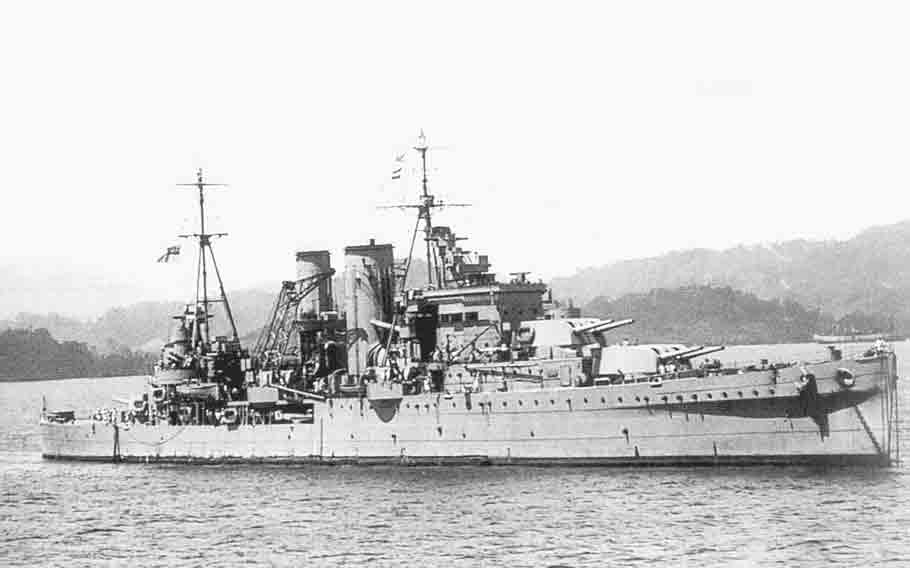
Az Exeter nehézcirkáló

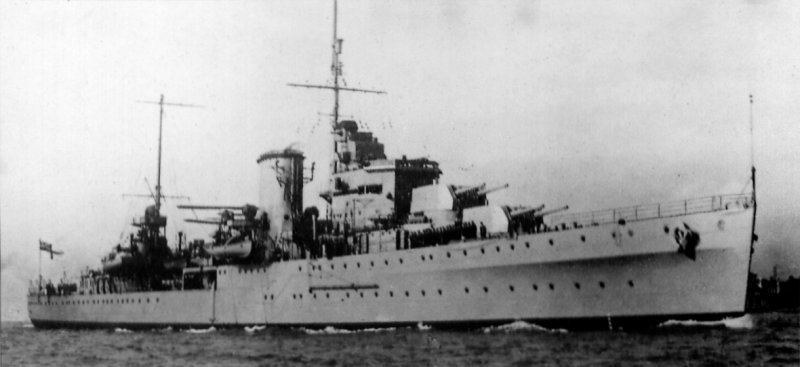
Az Ajax könnyűcirkáló, Harwood zászlóshajója

1939. december 13-án 05:30-kor Montevideótól mintegy 250 tmf-re (460 km) keletre a Graf Spee jobb oldalán lévő őrszemek egy pár árbócot észleltek a hajó előtt jobbra. Langsdorff feltételezte, hogy ez a Tairoa irataiban szereplő konvoj kísérőhajója – egy segédcirkáló – lehet. A hajót egy időre szem elől veszítették és 05:52-kor az észlelték újra és hamarosan az Exeterként azonosították 31 000 m távolságból, melyet két kisebb hajó kísért és melyekről azt feltételezték, hogy rombolók lehetnek. A német hajón biztosra vették, hogy ekkorra már a brit hajók is észlelték a Graf Speet, így pedig mindenképpen sor fog kerülni a velük való ütközetre. Langsdorff úgy döntött, hogy támadólag lép fel és teljes sebességgel megközelítve őket bocsátkozik velük harcba, hogy még azelőtt végezni tudjon velük, mielőtt a turbináik a legnagyobb teljesítményt elérhetnék és el tudnának előle menekülni.
A német feltevésekkel szemben brit részről csak 06:04-kor észlelték a Graf Speetől származó kéményfüstöt. Harwood pár perc múlva a sor végén haladó Exetert küldte ki az észlelt hajó ellenőrzésére. Hamarosan az Exeter jelentette, hogy az azonosítandó hajó egy zsebcsatahajó lehet. Röviddel rá, 06:17-kor a Graf Spee tüzet nyitott az Exeterre. A németek csak ezt követően azonosították a kísérőit Leander-osztályú könnyűcirkálókként, melyek közül Harwood zászlóshajóját, az elől haladó Ajaxot vették tűz alá a másodlagos tüzérségükkel. A német várakozásokkal ellentétben a brit cirkálók nem igyekeztek a nehézágyúik lőtávolságán kívül maradni, hanem a háború előtt éppen Harwood által a zsebcsatahajókkal szemben kidolgozott taktikának megfelelően két csoportra oszolva támadólag léptek fel ellenük. 06:20-kor előbb az Exeter, 06:21-kor az Ajax, 06:24-kor az Achilles viszonozta a tüzet. A britek ekkor még úgy vélték, hogy az Admiral Scheerrel állnak szemben, mivel Langsdorff időnként ennek a Panzerschiffnek a névtábláját szereltette fel a portyázásai során, hogy azt a benyomást keltse, két „zsebcsatahajó” is tevékenykedik az Atlanti-óceánon. Harminc perc alatt a Graf Spee három találatot ért el az Exeteren, amivel kiiktatta az első két lövegtornyát, megrongálta a hídját és a katapultját, nagy tüzeket okozva. Az Ajax és az Achilles eközben egyre jobban megközelítette a Graf Speet, hogy elvonják a figyelmét az Exeterről.
Langsdorff úgy vélte, a két könnyűcirkáló torpedótámadást készül végrehajtani és ezért mesterséges köd leple alatt kitért előlük. A németek tüzétől emiatt mentesülő Exeter visszavonult a harcból. Ekkorra már csak egy lövegtornya volt használható, legénységéből 61 fő elesett és 23 sebesült meg. 07:00 körül az Exeter újra becsatlakozott a küzdelembe a megmaradt hátsó lövegtornyával tüzelve. A Graf Spee ekkor ismét ezt a brit hajót vette célba újabb találatokat elérve rajta, amitől a bal oldalára kezdett már dőlni és ezután végképp kiválni kényszerült a harcból. 07:25-kor a Graf Spee az Ajaxon ért el találatot, ami kiiktatta a két hátsó lövegtornyát. A két harcoló fél ekkor kölcsönösen megszakította a küzdelmet. A brit könnyűcirkálók azért, mert a nagyobb társuk kiválása miatt attól tartottak, hogy a Graf Speehez túl közel kerültek és az a nehézlövegeivel hamar végezhetne velük. Meglepetésükre azonban a németek nem követték őket, hanem nyugatnak folytatták az útjukat. A harcból való visszavonulást Langsdorff rendelte el, akinek az erősen kritizálható döntéseiben (gyakori célpontváltás, feltételezett torpedóveszély miatti gyakori irányváltás és végül a lényegében nyertes csata megszakítása) közrejátszhatott, hogy az eseményekre való jobb rálátás érdekében a páncélozott parancsnoki torony helyett a nyílt hajóhídon állva két alkalommal is megsebesült. Első alkalommal a karján és a vállán sebesült meg és átmeneti orvosi ellátásban részesült. Röviddel ezután még mindig a nyílt hajóhídon tartózkodva egy közelben robbanó lövedék légnyomása taszította falnak és ettől rövid időre eszméletét veszítette. Az eszméletét visszanyerve azonban a helyzetet sokkal súlyosabbnak ítélte, mint amilyen az valójában volt, és a csata megszakítása mellett ezért dönthetett, holott jó eséllyel elsüllyeszthette volna mind a három brit cirkálót.
A La Plata felé tartó Graf Speet ezután Harwood könnyűcirkálói biztos távolságból követték, majd az esti órákban oda érve a La Platán kívül maradtak és figyelték, nem akar-e a német hadihajó onnan kitörni. Út közben több rövidebb tűzharcra került sor, melyben egyik hajó sem sérült meg. A Graf Speet összesen 20 találat érte. Az Exeter 203 mm-es lövedékei közül kettő találta el, a német jelentések szerint az első a hajótest bal oldalán a páncélfedélzet felett átütötte az övpáncélzatot és a válaszfalak között robbant fel, a második a tengernagyi hidat (Admiralsbrücke) ütötte át. Egyes források a kémény tövénél becsapódó és az üzemanyagtisztító-rendszer károsodását okozó találatot is az Exeter egyik 203 mm-es lövedékének tudják be, ami miatt csak egy napra való használható üzemanyaga maradt. Ezt az először kritikusnak, csak kikötőben javíthatónak vélt kárt Montevideóban sikerült fedélzeti eszközökkel kijavítani.
A könnyűcirkálók 152 mm-es lövedékei közül 18 (17?) találta el. Az elülső lövegtornyot egy, a hátulsót két lövedékük érte, ezek bármiféle károkozás nélkül pattantak le a vastag páncélzatról. A hajóorr bal oldalát eltaláló egyik gránát nagy lyukat ütött a vízvonal felett, tönkretéve a hajókonyhát és az élelmiszerkészletek jelentős részét. Az ember nagyságú lyukon keresztül nagyobb hullámzás esetén jelentős mennyiségű víz juthatott be, ami korlátozta a mozgási szabadságát.
A hajó közelében becsapódó lövedékek repeszei számos kisebb méretű lyukat ütöttek a hajótesten, többnyire a vízvonal felett illetve a felépítmény tornyán és tönkretették a fő távmérőt.
A német legénységből 36 fő esett el és 59 sebesült meg. Az egyik montevideói kórházba átszállított súlyos sérültek közül később négyen szintén elhunytak.

Képek a csatában elszenvedett sérüléseiről Montevideóban
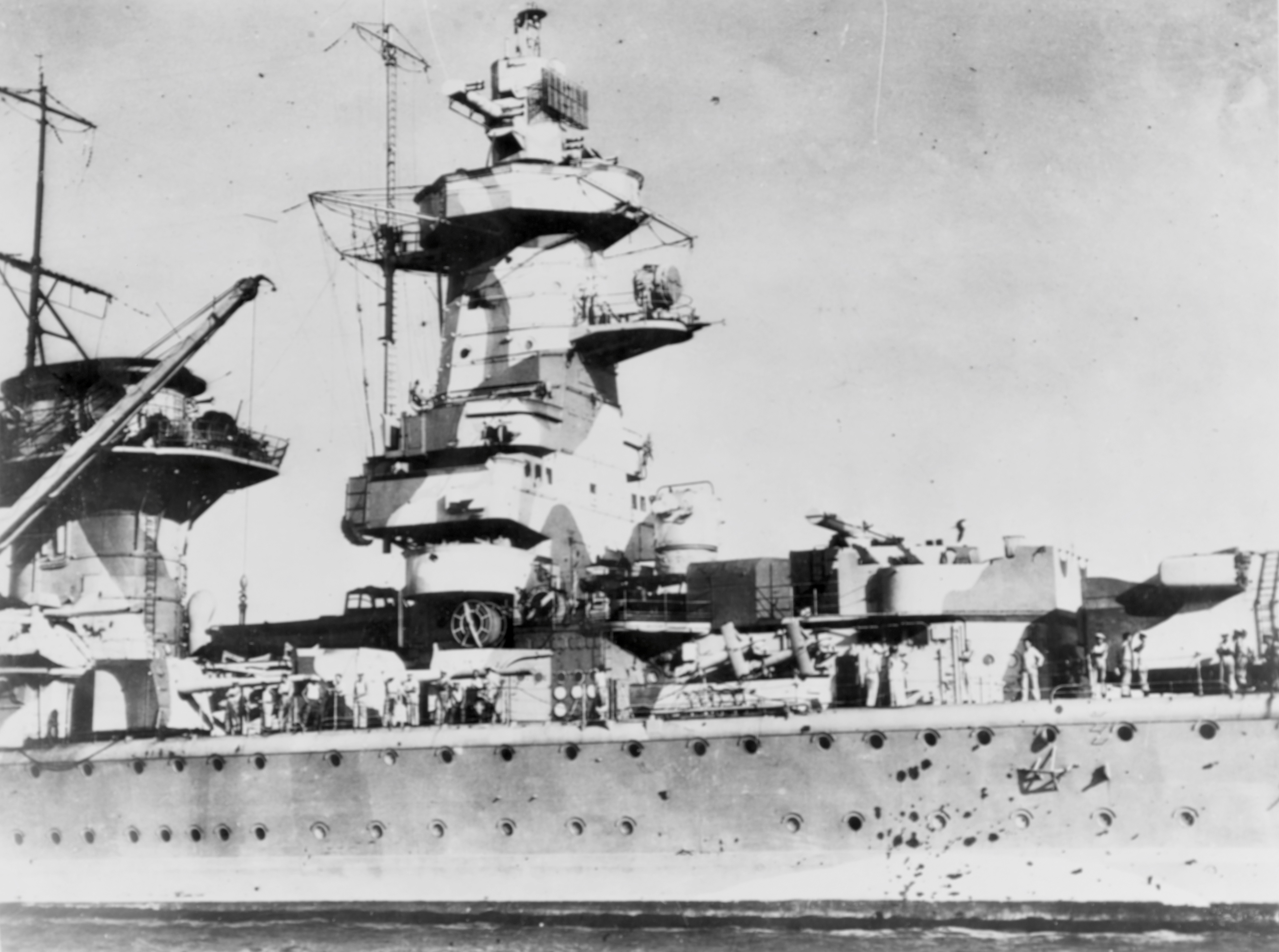
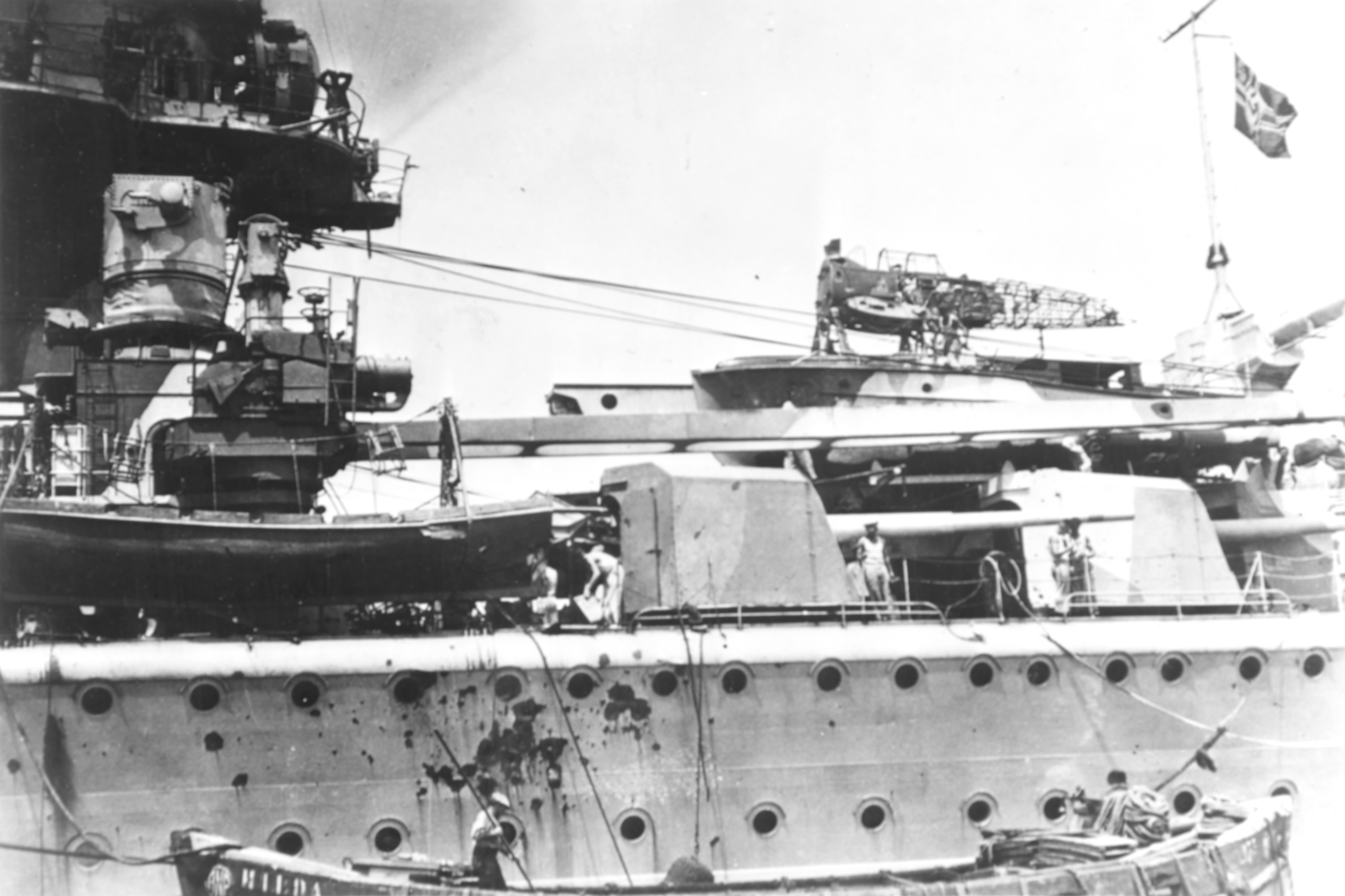
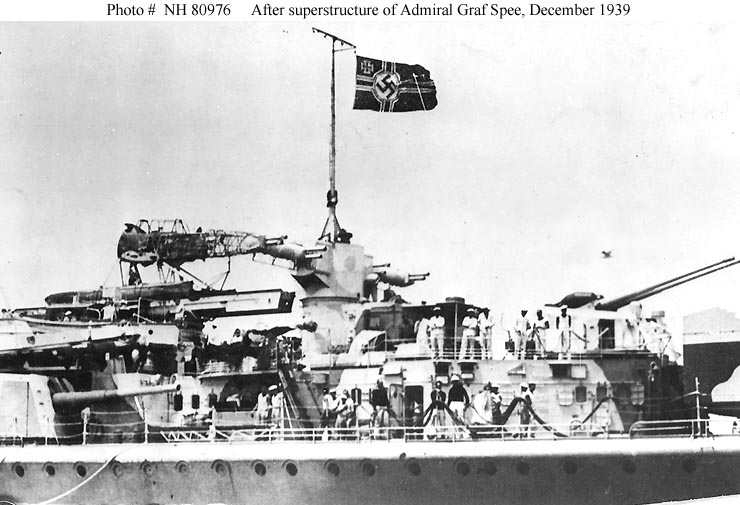

#### AGraf Speeelsüllyesztése

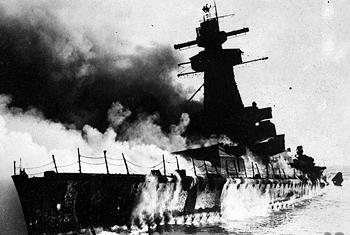
A Graf Spee röviddel az önelsüllyesztése után

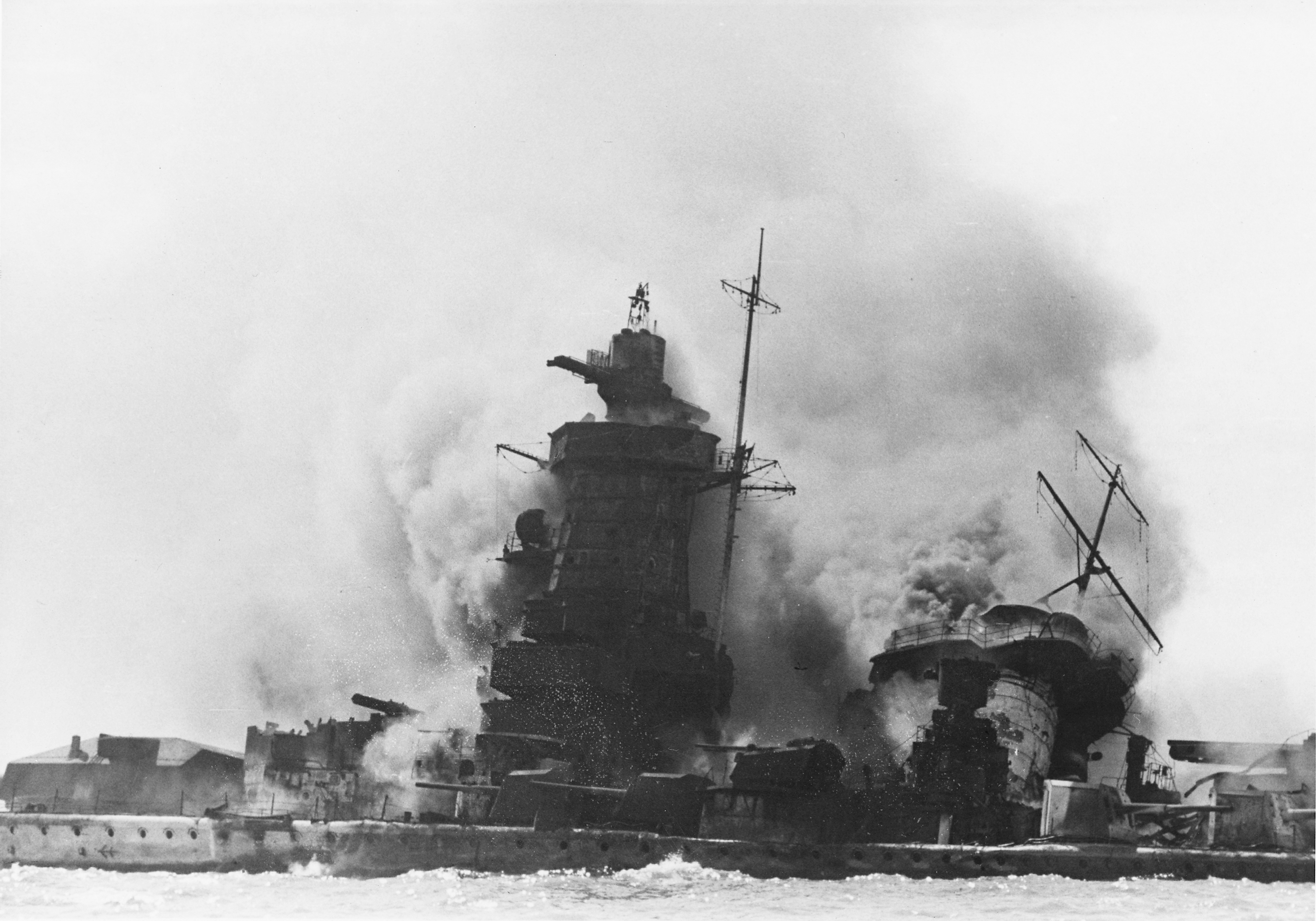
A lángokban álló hajó bal oldala

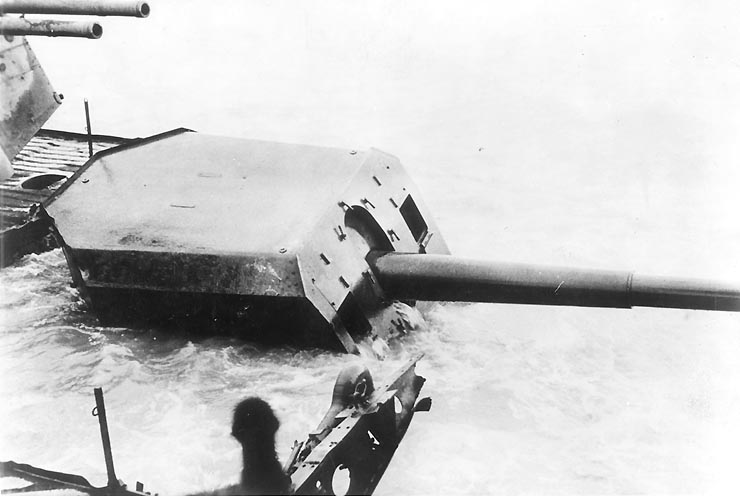
15 cm-es ágyú félig víz alatt lévő lövegpajzzsal

A csatában elszenvedett károk miatt Langsdorff úgy döntött, hogy kiköt Montevideóban, ahol elvégezhetik a javításokat és a sebesülteket kórházba szállíthatják. A sótalanító egysége tönkrement, ami megnehezíthette a Németországba való visszatérést. A hajóorrt ért találat rontotta a tengerbírását, ami az észak-atlanti térségben előforduló nagy hullámzások során okozott volna komoly gondokat, emellett a Graf Spee a lőszerkészletének nagy részét, mintegy kétharmadát ellőtte az összecsapás során, így egy újabb ütközetet már valószínűleg nem tudott volna megvívni.
A kikötőbe érve a sérülteket a helyi kórházakba szállították, a halottakat teljes katonai tiszteletadással temették el. A hajón lévő foglyul ejtett személyeket, köztük 6 hajóskapitányt, 9 főgépészt, 25 tisztet és 21 tengerészt szabadon engedték. A hajó kijavítása várhatóan két hetet vett volna igénybe, amit jeleztek a kormányzat felé. Az uruguayi hatóságok az 1907-es hágai konvenció semleges államokat érintő 17. cikkelyére hivatkozva úgy érveltek, nem engedélyezhetik a Graf Spee számára a 72 órán túli tartózkodást a javításokhoz Montevideóban, aminek letelte után a háború hátralévő részére internálniuk kellett volna. A németek viszont a nemzetközi jog azon részére hivatkoztak, miszerint a sérült hadihajó mindaddig a semleges kikötőben maradhat, míg a legközelebbi saját kikötőig vezető út megtételéhez szükséges állapotba nem hozzák. A németek hiába érveltek azzal, hogy az első világháború idején a coronel-foki csata után a brit Glasgow könnyűcirkáló számára is huzamosabb ideig engedélyezték a tartózkodást a szomszédos Brazíliában sérülései teljes kijavításának idejére, brit nyomásra az uruguayiak ennek ellenére is megtagadták ezt a lehetőséget a németektől.
A brit haditengerészeti hírszerzés azon ügyködött, hogy Langsdorffot meggyőzze arról, hatalmas túlerőt vonnak össze a hajója elpusztításához. Az admiralitás egy sor üzenetet adott le olyan frekvenciákon, melyekről tudták, hogy a német titkosszolgálat számára ismertek. A legközelebb lévő nehéz egységek – az Ark Royal repülőgép-hordozó és a Renown csatacirkáló még 2500 tmf távolságra voltak, túlságosan messze ahhoz, hogy beavatkozhassanak a történésekbe.
Langsdorff tudta, hogy Uruguay bár semleges állam, a kormányzata baráti viszonyban van Nagy-Britanniával (pontosabban: el van adósodva irányába) és amennyiben itt internáltatná a hajóját, úgy az uruguayi haditengerészet megengedné a brit hírszerzés tisztjeinek, hogy megvizsgálják. Hitelt adva az erősítések várható érkezéséről szóló brit jelentéseknek, Langsdorff megvitatta a lehetőségeit a berlini vezetőséggel. Két lehetőség jöhetett szóba: vagy áttörnek Buenos Airesbe és itt kérnek menedéket, ahol az argentin kormányzat internálná a Graf Speet, vagy elsüllyesztik azt a La Plata torkolatában.
Langsdorff nem akarta feláldozni a legénységét és ezért az utóbbi opció mellett döntött. A legénység nagy részét december 16-án az éjszaka folyamán a kikötőben álló német kereskedelmi hajókra csempészték át, majd a hajón maradt csonka legénységnek másnap elrendelte a hajó minden fontos felszerelésének elpusztítását. A megmaradt lőszerkészletét a hajó különböző pontjain helyezték el az elsüllyesztéséhez. A Graf Spee ezután Langdsorff és a legénység 40 tagjával kihajózott a külső révre az önelsüllyesztéshez. A partokról 20 000 szemlélődő kísérte figyelemmel, ahogy a hadihajó távolabb a partoktól lehorgonyoz és egy mellé álló argentin vontatóhajóra átszáll legénysége, majd ahogy 20:55-kor a Graf Speet megrázták az első robbanások. Az egymást követő detonációk magasra csapó lángokat keltettek és nagy füst borította be a hajót, mely a sekély vízben megfeneklett és két napon át lángolt még.
December 20-án Langsdorff sorhajókapitány Buenos Aires-i hotelszobájában egyenruháját magára öltve, a hajója hadilobogójára feküdve főbe lőtte magát. 1940 január végén a semleges Egyesült Államok egy cirkálója, a Helena érkezett Montevideóba és a legénységének engedélyezték a Graf Spee roncsának szemügyre vételét. Az amerikaiak találkoztak a még Montevideóban lévő német tengerészekkel. A hajó elsüllyesztését követően a német legénység nagy része Argentínába távozott, ahol internálták őket a háború végéig.

## AzAltmarkellátóhajó további útja

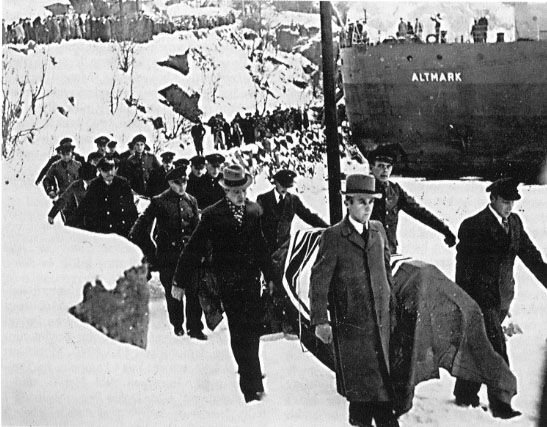
A Altmark halottainak elszállítása a Jøssing-fjordban

A Heinrich Dau irányítása alatt álló ellátóhajónak január 2-án kellett volna ismét találkoznia a Graf Speevel, de erre már nem kerülhetett sor. Langsdorff a sérült hajójával útban a La Plata felé elbocsátotta az Altmarkot, ami után a fedélzetén maradt 303 fogollyal délnek vette az irányt, hogy az Afrikától délre lévő, a hajózási útvonalaktól távol eső viharos vizeken várja meg, míg az utána folytatott kutatás intenzitása alábbhagy. A Graf Speeről szabadon engedett tengerészek közül ugyanis többen előzőleg az Altmarkon is fogva voltak tartva, így beszámolhattak a Graf Spee kísérőjéről és pontos leírást adhattak róla. Az Altmarkról szóló montevideói beszámolókról értesülve közben Winston Churchill, az admiralitás első lordja azt az utasítást adta a flotta erőinek, hogy a brit foglyok épségének megőrzése érdekében igyekezzenek egy parthoz közeli helyen elfogni az ellátóhajót.
Dau január 24-én indult vissza Németországba és február 12-én ért az Izlandtól délre lévő vizekre, majd innen keletnek fordulva február 14-én érte el a norvég partot Trondheim közelében. Ide érkezve felvette a kapcsolatot a német haditengerészet parancsnokságával, ahonnan azt a tájékoztatást kapta, hogy – bármiféle álcázás nélkül – a birodalmi szolgálati lobogó alatt zavartalanul haladhat Norvégia partjai mentén délnek és érkezhet meg Németországba. A partok közelében – norvég hadihajók biztosításával – elhaladó tankert több kém is hamar jelentette Londonnak. A február 16-án a Norvégia déli csücskénél a brit légi felderítés által is azonosított hajót – a kísérő norvég hadihajó tiltakozása és fellépése ellenére – egy brit rombolódivízió egységei próbálták megállítani és csapatot átküldeni rá (vagy legalábbis imitáltak egy ilyen jellegű támadást), mire az a Jøssing-fjordban keresett menedéket. Itt az éjszaka folyamán Churchill utasítására a helyszínre érkező Cossack romboló (Philipp Vian sorhajókapitány) behatolt a fjordba és egy fegyveres csapatot átjuttatva a német hajóra kiszabadította a foglyokat. Az Altmark hátramenetbe kapcsolva felöklelte a feléje közelítő brit rombolót és a partnak sikerült szorítania azt, de a felgyűrődő jég megakadályozta, hogy a Cossack végzetes sérüléseket szenvedjen és ki tudott csúszni a szorításból. Ez után Dau kapitánynak sikerült még a hajóhídra feljutó britek figyelmét kijátszva partra futtatnia a hajóját, hogy azt ne ejthessék zsákmányul. Az Altmark-incidens néven elhíresült esemény során hét német tengerész veszítette életét és hatan sérültek meg súlyosan, melyről a német tengerészek mellett a norvég szemtanúk is úgy nyilatkoztak, hogy csak a britek részéről történt fegyverhasználat.
Winston Churchill az Altmark-incidenst – hasonlóan a La Plata-i csatához – a brit haditengerészet tekintélyének növeléséhez – és egyben saját politikai pályájának egyengetéséhez használta fel. Habár Dau kapitány minden rendelkezésére álló eszközzel igyekezett a fogvatartottak életkörülményein javítani és hajójának elhaladása a norvég partok mentén illetve eközben a foglyok szállítása sem sértett nemzetközi jogot vagy Norvégia semlegességét, a brit propagandában Churchill utasításának megfelelően kegyetlen bánásmódról és német jogsértésről adtak hírt. Valójában azonban Norvégia is hevesen tiltakozott a britek jogsértése ellen és a kiszabadított foglyok Norvégiába való visszaszállítását követelte, később azonban csak kárpótlás megfizetésére került sor. Az incidens a nyilvánvaló brit jogsértések révén nagy lehetőséget kínált a német propaganda számára is, és Joseph Goebbels propagandaminiszter utasítására a német média napokon át erre az eseményre helyezte a legnagyobb hangsúlyt. Az incidens hatására Hitler felgyorsíttatta a Norvégia megszállását célzó hadművelet előkészítését, amire két hónappal később került sor.
A sérülései részleges kijavítása után az Altmark saját erőből tért vissza Németországba március végén, még Norvégia megszállása előtt.

## A hajó roncsa és kiemelési tervek

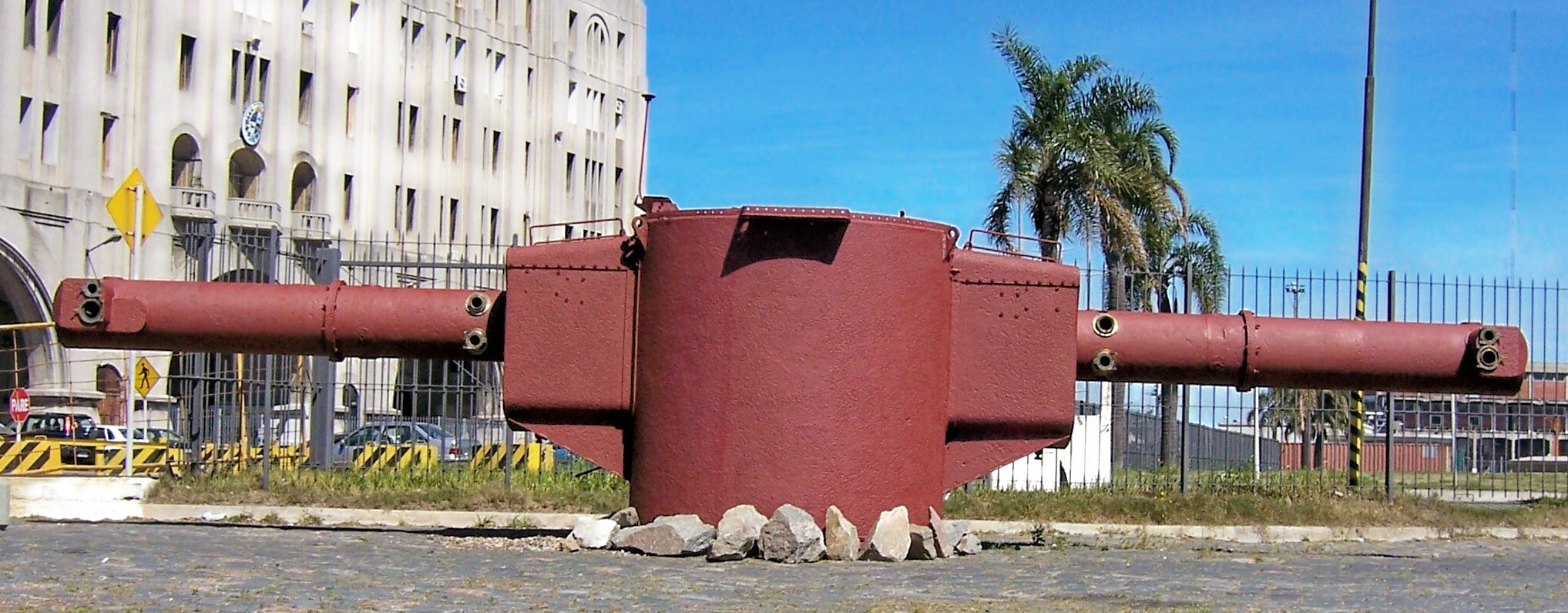
Az Admiral Graf Spee kiemelt optikai távmérője

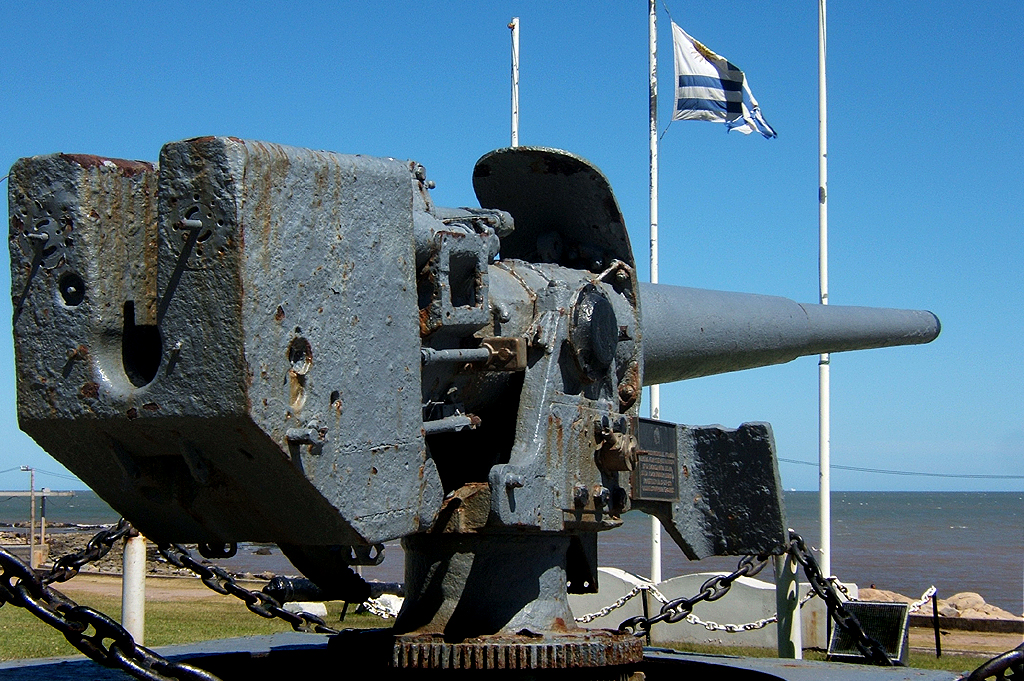
A Graf Spee (elsőként) kiemelt 15 cm-es lövege

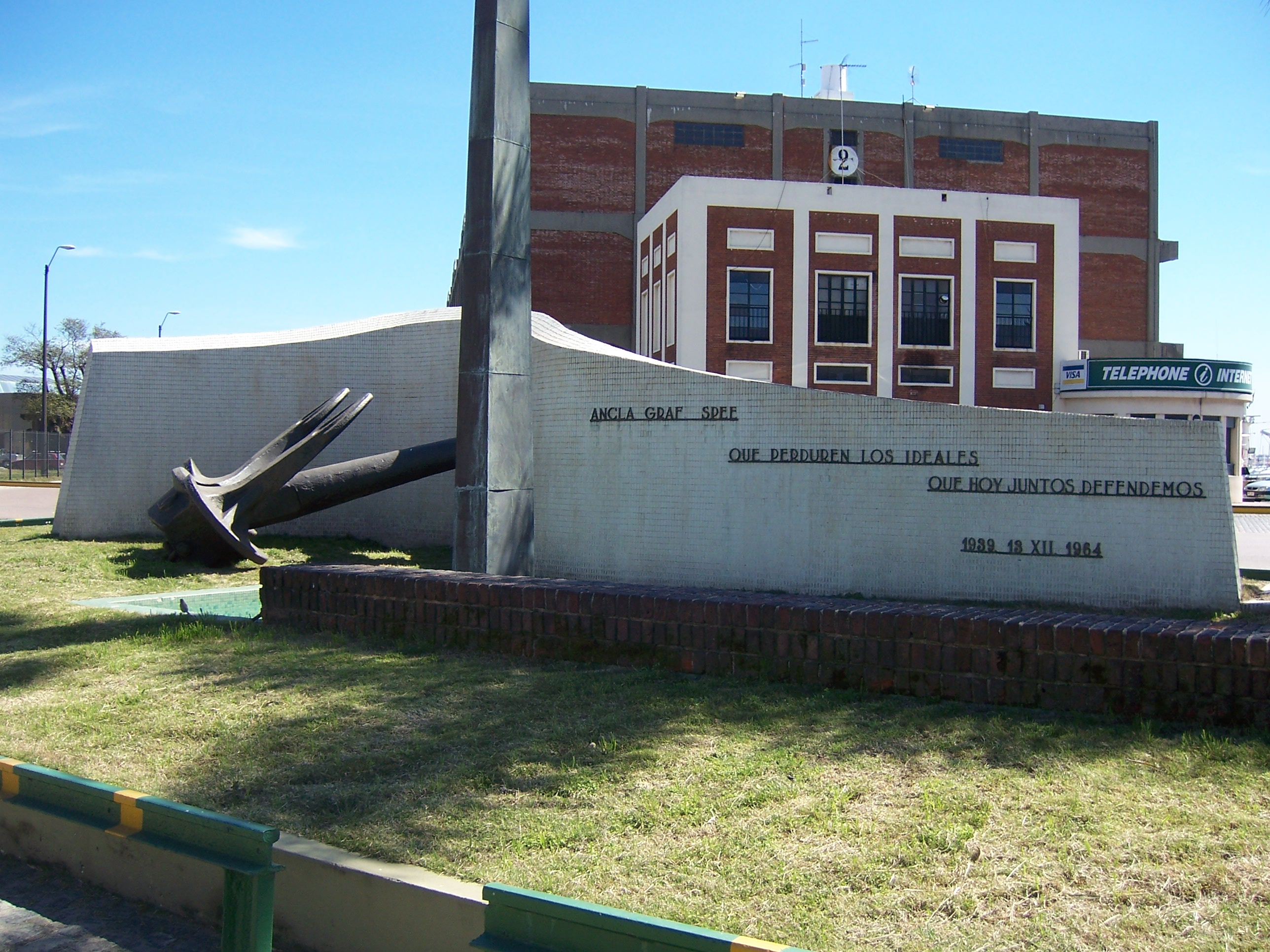
A Graf Spee emlékműve Montevideo kikötőjében

A hajót részben lebontották 1942-1943 folyamán, bár egyes részeit még egy ideig látni lehetett a vízfelszín felett a 11 méter mély vízben lévő hajóroncsból. Egy montevideói műszaki cég 14 000 angol fontért megvette a német kormányzattól a hajóhoz fűződő kiemelési jogokat. A cég valójában brit érdekeket szolgált és ennek révén a britek hozzáférhettek a maradványokhoz és alaposan átvizsgálták. A briteket meglepte a német tüzérség csata során elért pontossága és arra számítottak, hogy találni fognak egy távolságmérő radart, amit fel is leltek. Ennek tudatában megpróbáltak ellenintézkedéseket tenni a saját radarfejlesztési programjuk keretében, melyet Fred Hoyle vezetett.
1997-ben az egyik 15 cm-es löveget emelték ki, ez a Museo Navalban van kiállítva Montevideóban. 2004 elején adták közre, hogy az egész hajót ki kell emelni, mivel a hajóroncs egyre jobban veszélyeztette a hajóforgalmat. A magát a maradványok jogos tulajdonosának tekintő német kormányzat tiltakozása ellenére 2004 februárjában láttak neki egy úszódaru segítségével a hajó kiemelésének.  A kiemelési munkálatokat magánbefektetők és az Uruguay állam finanszírozták. 2004. február 25-én emelték ki az első nagyobb darabját, ami az egyik optikai távmérője volt és ami a páncélozott forgatható házával 27 tonnát nyomott.
2004 februárjában láttak hozzá a Graf Spee roncsának kiemeléséhez, amit részben az uruguayi kormányzat, részben magánszemélyek finanszíroztak. A munkálatoknak azért láttak hozzá, mert a roncs veszélyeztette a hajóforgalmat. Az első nagyobb darabot, a 27 tonnás tüzérségi távmérőt február 25-én emelték ki.
2006 februárjában emelték ki a 400 kg súlyú tatdíszt, ami egy két méter magas, 2,8 m szárnyfesztávolságú, bronzból készült sas volt, mely a karmai között egy horogkeresztet tartott. Ezt egy uruguayi haditengerészeti raktárban helyezték el, miután német részről kifogásolták, hogy „náci holmikat” állítanak ki. 2006 augusztusában a kiemelést végző cég nagy port kavart azzal a bejelentéssel, hogy a kormányzat akarata ellenére el akarja adni a tatdíszt. Állítólag neonáci csoportok érdeklődését is felkeltette a hír. A Frankfurter Rundschau arról számolt be, hogy egy ismeretlen késznek mutatkozott 3 millió dollárt fizetni érte. 2019 júniusában egy uruguayi bíróság úgy döntött, hogy a kormányzatnak el kell adnia a tatdíszt. 2022. január 2-án egy Punta del Este-i újság arról tudósított, hogy egy Daniel Sielecki argentínai zsidó üzletember a tatdíszt meg szándékozott venni a haditengerészeti raktárból. Sielecki azt mondta, hogy „ezer darabra” akarja robbantani azt azért, hogy ne kerülhessen neonácik kezébe.
A kiemeléssel eredetileg 2007-ben végezni kellett volna már. A kiemelt roncsdarabokból kiállítást terveztek összeállítani, de 2012-ig jogi és technikai akadályok folyamatosan hátráltatták a munkálatokat. Még 2022-ben sem lehetett megmondani előre, hogy ezeknek milyen kimenetele lesz vagy mikor fejeződnek be.
A kiemelt horgonya Montevideo kikötőjének egy lezárt területén a hadihajó emlékművének központi elemét képezi, mely csak azon turisták számára látható, akik a Buenos Airesszel összekötő kompjáratot veszik igénybe.

## Parancsnokok
| 1936. január 6. – 1937. október 1. | Conrad Patzig sorhajókapitány   |
| 1937. október 2. – 1938. október   | Walter Warzecha sorhajókapitány |
| 1938. október – 1939. december 17. | Hans Langsdorff sorhajókapitány |

## Sikerei a kereskedelmi háborúban
| Dátum                | Hajónév      | Nemzetiség | BRT   | Hajótársaság                      | Illetőségi kikötő | Sorsa                   |
| -------------------- | ------------ | ---------- | ----- | --------------------------------- | ----------------- | ----------------------- |
| 1939. szeptember 30. | Clement      | Brit       | 5051  | Booth-Steamship Co.               | Liverpool         | Elsüllyesztve           |
| 1939. október 5.     | Newton Beach | Brit       | 4222  | Tyneside Lines                    | Newcastle         | Elsüllyesztve (10. 08.) |
| 1939. október 7.     | Ashlea       | Brit       | 4222  | Cliffside Shipping Co.            | Penarth (?)       | Elsüllyesztve           |
| 1939. október 10.    | Huntsman     | Brit       | 8196  | Harrison Line                     | Liverpool         | Elsüllyesztve (10. 17.) |
| 1939. október 22.    | Trevanion    | Brit       | 5291  | Hain Steamship Co.                | London            | Elsüllyesztve           |
| 1939. november 15.   | Africa Shell | Brit       | 706   | Shell Company of East Africa Ltd. | London            | Elsüllyesztve           |
| 1939. december 2.    | Doric Star   | Brit       | 10086 | Blue Star Line                    | London            | Elsüllyesztve           |
| 1939. december 3.    | Tairoa       | Brit       | 7983  | Furness Lines                     | Southampton       | Elsüllyesztve           |
| 1939. december 7.    | Streonshalh  | Brit       | 3895  | Headlam & Son                     | Whitby            | Elsüllyesztve           |

## Filmek
- A River Plate-i csata (angol: The Battle of the River Plate) címmel készült 1956-ban egy brit játékfilm a La Plata-i csata eseményeit és az azt követő diplomáciai játszmát feldolgozva
- Korabeli filmhíradó a hajó elsüllyesztéséről

## További olvasmányok
- (2022. február 1.) „The Covert 1940 Mission to View the Graf Spee Wreck”. Marine News Supplement: Warships 76 (2), S1418–S153. o. ISSN 0966-6958.
- Whitley, M. J.. German Capital Ships of World War Two. London: Cassell & Co. (2000). ISBN 0-304-35707-3